# کنث بلوم
کنث بلوم (انگلیسی: Kenneth Blum؛ زادهٔ ۸ اوت ۱۹۳۹) نسل‌شناس است.